# دوغلاس دير
دوغلاس دير (بالإنجليزية: Douglas Dare)‏ هو مغن مؤلف وعازف بيانو بريطاني، ولد في 6 يونيو 1990 في جنوب غرب إنجلترا في المملكة المتحدة.

## وصلات خارجية
- الموقع الرسمي
- دوغلاس دير على موقع ميوزك برينز (الإنجليزية)
- دوغلاس دير على موقع ديسكوغز (الإنجليزية)